# 張文彥
張文彥（1964年—）是臺灣著名的視障田徑運動員，外號臺灣阿甘，曾經是財團法人臺灣阿甘精神發展協會創會理事長。不但是知名的跑步選手，也是臺灣第一位完成42.195公里馬拉松距離的視障選手。

## 事件
2015年9月4日，張文彥開記者會指控，他在好友協助下成立的按摩店「阿甘按摩小棧」經營權、與他原有的臺灣阿甘精神發展協會理事長頭銜都被臺灣阿甘精神發展協會志工彭玉慧侵占，他還被彭玉慧掃地出門；但記者會後，彭玉慧與其兄表示，變更過程完全合法，他們並沒有把張文彥趕出臺灣阿甘精神發展協會。

## 著作
- 《看見希望的入口》

## 外部連結
- 台灣阿甘精神發展協會